# 偽裝巡洋艦
偽裝巡洋艦，又称辅助巡洋艦、特設巡洋艦，是一种由大型商船改造、装备轻巡洋舰级别的武器、在出航时伪装成普通商船并独自在海上进行破袭作战的军舰。

## 概述
世界上各大国往往都有着重要的海上运输利益，尤其是各主要殖民国家，海运是联系本土和殖民地、海外领土的重要方式。在战争时期，劫掠对方的海上运输线路（商路破袭），可以破坏对方的正常经济秩序，甚至可以阻碍、乃至完全封锁对方重要物资的运输，比如粮食、燃料、武器、弹药以及增援部队等等。
各海军强国在面对比较弱小的对手时，往往直接采取以作战军舰进行封锁的手段。这一点最突出的就是英国，其在十八世纪至十九世纪末，多次采用近程封锁的办法，即以作战舰队直接封锁敌国港口，对于漏网之鱼，则派出轻型快速军舰进行追捕。随着十九世纪末至二十世纪科学技术的进步，火炮的威力及射程有大幅度提升，岸防炮对近程封锁舰队的威胁大增；另外由于主要作战舰艇改为蒸汽动力，需要消耗大量燃料维持，而在海上补充燃料不易；更重要的是英国皇家海军的相对实力在下降；因此英国海军逐渐改成远程封锁的方式，同时加大对商船拦截的力度。
而另一方面，海军相对弱势的国家也不会坐以待毙。为了打击对手的航线，可以动用正规军舰进行海上破袭，通常是选用小型、快速的巡洋舰，甚至潜艇；而另一方面，为了弥补正规作战舰艇的不足，还会使用到伪装巡洋舰。这种舰艇通常使用商船进行改装，一般情况下速度比普通商船要快，为了更容易接近目标，通常都伪装成无武装商船；在实际运用中还会故意悬挂中立国乃至敌国国旗，掩饰自己的身份。
伪装巡洋舰通常火力和防护水平都较弱，航速相较快速军舰较慢，无法与正规作战军舰相抗衡，更不会用于组成战列线进行会战；平时活动时，也都会刻意避开敌国正规作战军舰的活动范围。

## 使用

### 德国

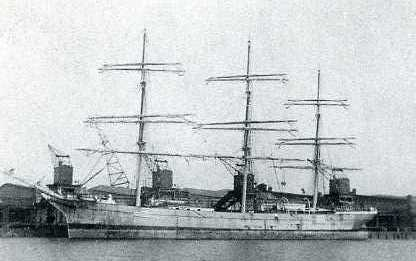
巴尔马哈通行证号，后来被德国海军捕获并命名为海鹰号

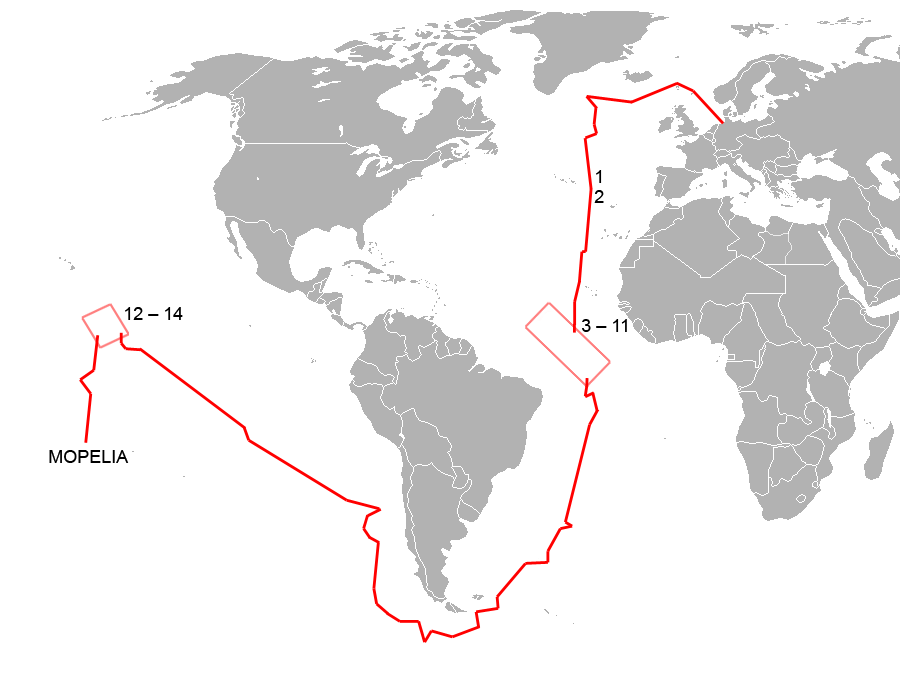
海鹰号的航线和遭遇的船只（1–2北大西洋，3–11中大西洋，12–14太平洋）

德国在第一次世界大战早期曾经使用过伪装巡洋舰对協約國进行袭击。其中比较有名的是海鹰号，原本是一艘悬挂美国国旗的三桅帆船巴尔马哈通行证号，在运送棉花前往俄国的时候被英国海军拦截下来，认为本船可疑，于是派人登船，监督本船改往奥克尼进行检查，并将美国国旗改换成英国国旗。途中本船又被德国潜艇U-36拦截，于是就因为船上的英国军人和英国国旗而将本船没收，后改装为袭击舰，加装了蒸汽引擎和火炮并隐藏起来，然后改名为海鹰号。1916年12月21日，在新任船长费利克斯·冯·卢克纳尔海军上尉（德語：Kapitänleutnant）带领下，海鹰号伪装成挪威木材运输船，突破了英国的封锁进入大西洋，后又绕道进入太平洋，最后因为触礁才终结了作为袭击舰的生涯；一路袭击了16艘协约国商船，只有1名目标船员死亡，而自身船员无一死亡。

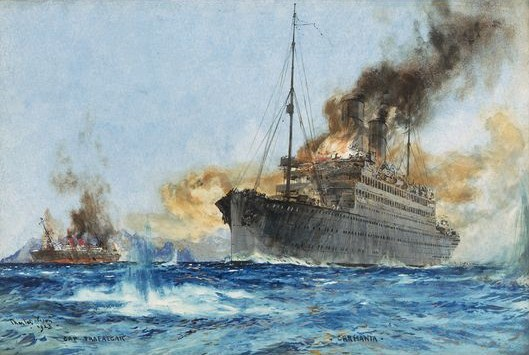
交战中的特拉法加角号和卡尔马尼亚号

一战时还曾经发生过一场比较罕见的、改装商船之间的战斗。德国方面是1万8710吨的特拉法加角号，由客轮改装而成，装备两门4.1英寸炮和6门1磅砰砰炮，用作袭击舰；英国方面则是1万9524吨的卡尔马尼亚号，原本同样是客轮，改装后分类为武装商船巡洋舰，装备有8门4.7英寸炮，用于船队护航，同时也用作猎杀同盟国煤船和小型袭击舰。1914年9月14日，卡尔马尼亚号在巴西的特林達迪附近偶然发现正在加煤的特拉法加角号。巧合的是，特拉法加角号正是靠伪装成卡尔马尼亚号来为自己的商船破袭活动提供掩护的。两舰随即行驶到开阔海面捉对厮杀，卡尔马尼亚号一开始多处中弹，水线下受到命中，多处起火；但随着距离的接近，卡尔马尼亚号开始还击；两舰最近时只有数百码，双方水手甚至靠在栏杆上用机枪互相射击，以一种颇有拿破仑时代遗风的方式进行战斗。眼见卡尔马尼亚号上的火势愈演愈烈，特拉法加角号调转方向靠近过去准备跳帮，结果卡尔马尼亚号上依旧在奋力开火的火炮击中了特拉法加角号水线下方，特拉法加角号随即进水，不久沉没。卡尔马尼亚号自身也已经伤痕累累，严重进水，船身大幅度倾斜，火势猛烈。不久德国改装商船威廉皇太子号到达，但由于害怕有正规军舰往战斗地点赶来，也觉得卡尔马尼亚号已经无可挽回，于是只是接应德国煤船、救援了船员后就匆匆离去。然而受损严重的卡尔马尼亚号并没有沉没，而是一直坚持到了次日英国海军的救援队伍到达，后拖带到伯南布哥州，而船上的乘员则送到布宜诺斯艾利斯，大多数幸存者都遭到阿根廷扣留，直到战争结束。
在第二次世界大战早期，德国再度使用伪装巡洋舰进行活动。德国共派出2次，每次6艘伪装巡洋舰。这批袭击舰大多在8000至1万吨；有不少是从冷藏船改装而来，比一般的商船航速要快；武器包括150毫米火炮、一些小型火炮、鱼雷、侦察用的水上飞机等。
二战中最著名的伪装巡洋舰的战例要算鸬鹚号击沉皇家澳大利亚海军巡洋舰悉尼号了。鸬鹚号满载8736吨，主火力6门150毫米炮，分类为辅助巡洋舰（德語：Hilfskreuzer）；而对手悉尼号标准排水量7200吨、满载8940吨，主火力4座双联150毫米火炮。1941年11月19日，悉尼号离开西澳大利亚，15:55发现一艘商船14节航速快速向北航行。悉尼号以25节航速追上进行拦截。逐渐靠近后悉尼号以信号灯和旗语要求对方停船。这艘“商船”正是鸬鹚号，德国人并不知道通信暗号，于是突然开火。悉尼号予以还击，但第一轮炮击好几发没有命中，而仅有的命中又直接穿过了对方上层建筑，没有造成什么伤害；而鸬鹚号的第一轮炮击则击毁了悉尼号舰桥和火炮指挥塔，同时损坏了前部炮塔。悉尼号第二轮炮击摧毁了鸬鹚号一门火炮，对轮机舱造成一定损坏，并且造成一个油舱起火。而另一边鸬鹚号继续进行猛烈的炮击，破坏了悉尼号的又一座炮塔，同时发射了一枚鱼雷，命中悉尼号舰艏，使悉尼号舰艏下沉，失控左转。17:35悉尼号已经航速降低，后部炮塔由于方向问题无法射击，而副炮又射程不够。鸬鹚其后脱离接触，而悉尼号虽然航速大为降低，但一直试图顺着鸬鹚号的烟雾追踪。夜间悉尼号沉没，舰艏撕裂；舰上乘员无人生还。而鸬鹚号也好不了太多，由于火势失控，乘员被迫弃舰，不久鸬鹚号爆炸沉没。

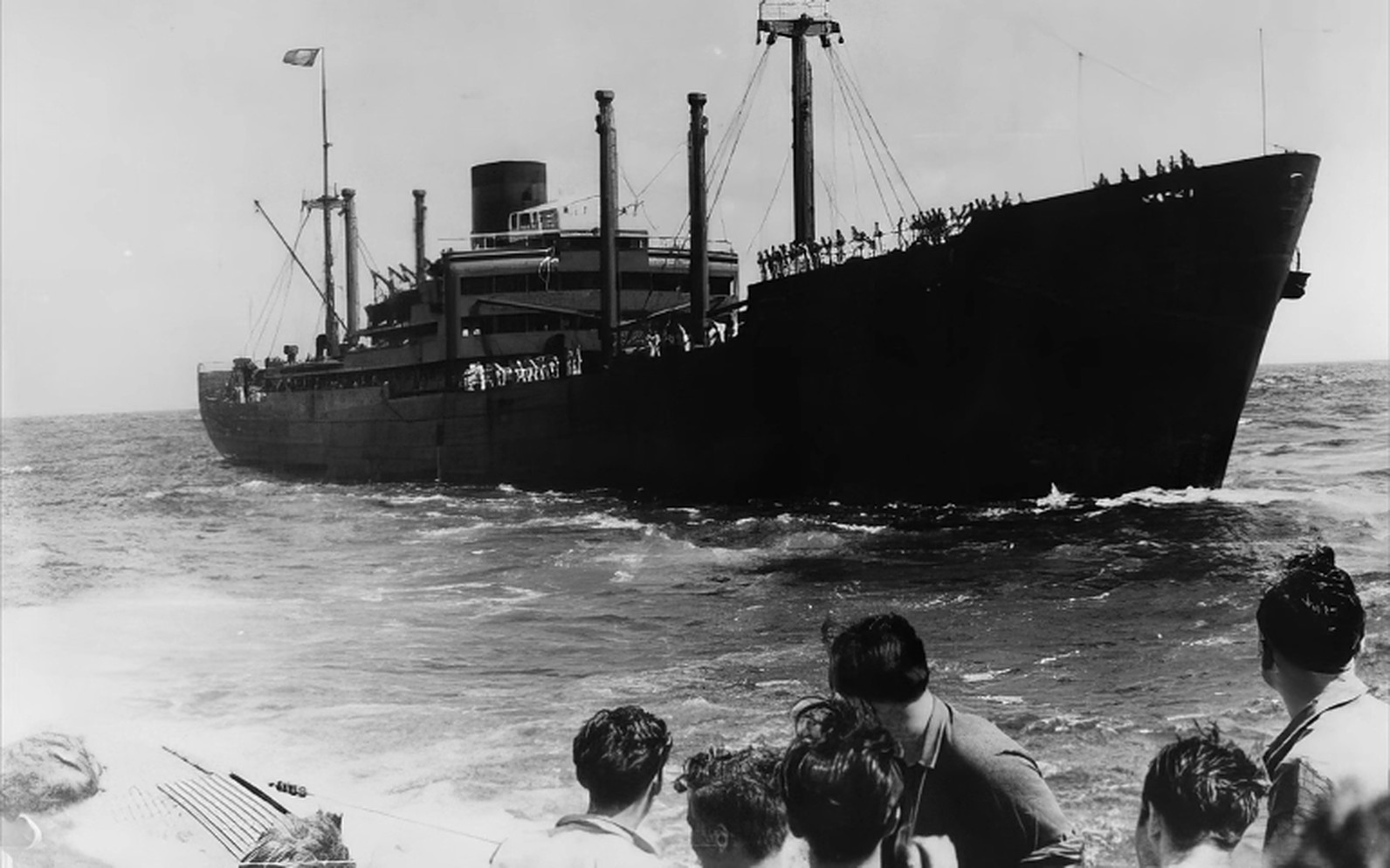
鸬鹚号在海上与一艘德国U潜艇相遇

### 意大利
1937-1938年，热那亚船厂为意大利皇家香蕉专卖公司（義大利語：Regia Azienda Monopolio Banane）建造了4艘带冷库的快速运输船。这4艘船排水量3667吨，原本是为了快速运送香蕉这种易坏商品而设计。二战爆发后，義大利皇家海軍征用了这4艘船，并且准备改装成伪装巡洋舰。其中前3艘完成了改装，只有拉姆布1号和拉姆布2号实际投入到破袭行动中去。不过两舰都没有取得战果：拉姆布1号在印度以南略偏西的位置遭遇皇家新西兰海军轻巡洋舰利安得号拦截，并在交战中被击沉；拉姆布2号则在意大利的非洲基地失守后前往日本，当时还是中立国的日本卸除了拉姆布2号的武装，意大利投降后日本海军随即扣留了拉姆布2号并改用作运输船。拉姆布3号一直在地中海一带活动，充当船队护卫舰，意大利投降后德国夺取了拉姆布3号并改作布雷舰，最后被盟军飞机击沉。拉姆布4号的伪装巡洋舰改装计划则并没有实际开始，而是改装成了医疗船。意大利的东非基地失守后英国海军夺取了拉姆布4号，最后被德国空军击沉。

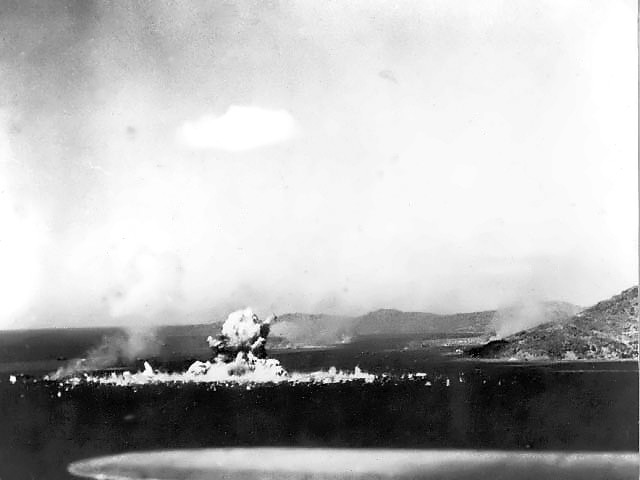
特鲁克空袭中发生大爆炸的爱国丸

### 日本
日本在太平洋战争中也投入过伪装巡洋舰，装设火炮、鱼雷等，日本海军称之为“特设巡洋舰”。比较有名的包括1万0437吨的爱国丸和报国丸。两舰在南太平洋、印度洋等地展开破交作战。报国丸在1942年行动中遭遇荷兰油船以及英国扫雷艇，交战中报国丸中弹起火，导致鱼雷殉爆沉没；爱国丸则在1944年的特鲁克空袭中被美军击沉。

### 英国
两次大战中（太平洋战争爆发前）英国皇家海军及其盟国都大体控制了水面的制海权，因此英国并不需要部署伪装巡洋舰来进行海上破袭；但相对的，英国严重依赖海上运输，因此英国改装了不少武装商船作为船团护卫。英国的武装商船通常都是由客轮改装而来，因此总体上比起其对手的伪装巡洋舰吨位要大一些。
此外，在两次大战期间英国都部署了伪装猎潜艇，来应对德国海军的无限潜艇战。这种伪装猎潜艇伪装成商船，以引诱敌国潜艇，一旦潜艇露面，即以艇载武器发动攻击。